# Tyler Stovall
Pour l’article homonyme, voir Stovall.
Tyler Edward Stovall, né le 9 avril 1954 à Gallipolis et mort le 11 décembre 2021 à New York, est un historien et professeur d'université émérite américain. Il est président de l'American Historical Association en 2017.

## Biographie
Il commence ses études universitaires à l'université Harvard, où il obtient sa licence d'histoire en 1976, puis les poursuit à l'université du Wisconsin à Madison où il obtient son master en 1978 et où il soutient une thèse de doctorat en histoire moderne et histoire européenne en 1984, consacrée à la question des banlieues françaises et à la situation particulière de Bobigny , thèse qu'il a publiée en 1990 sous l'intitulé The rise of the Paris Red Belt. Il est professeur de lycée en 1978-1978, puis est chargé de cours à l'université du Wisconsin à Milwaukee (1983) et à l'université de Californie à Berkeley ((1986). Il est nommé maître de conférences à l'université d'État de l'Ohio (1986-1988) puis à l'université de Californie à Santa Cruz (1988-1990), université où il est nommé maître de conférences (1990-1996) puis professeur (1996-2001) et doyen du Stevenson College (1998-2001). Il est professeur à l'université de Californie à Berkeley (2001-2015) et devient professeur émérite en 2015.
Il meurt à son domicile de Manhattan, à New York, le 11 décembre 2021,.

## Recherches
Il est spécialisé dans l'histoire de France contemporaine, notamment l'histoire des banlieues françaises, l'immigration antillaise en métropole, et plus généralement, le lien entre questions d'origines ethniques et questions sociales, l'histoire post-coloniale, et l'histoire transnationale.

## Distinctions
- 2017 : président de l'American Historical Association[6].

## Publications

### Ouvrages
- The rise of the Paris Red Belt, Berkeley, University of California Press, 1990
- France since the Second World War, Harlow, Longman, 2002
- Paris and the Spirit of 1919: consumer struggles, Transnationalism, and Revolution, Cambridge, Cambridge University Press, 2012
- Paris noir: African Americans in the City of light, Boston, Houghton Mifflin, 2012
- Transnational France: the Modern History of a Universal Nation, Boulder, Westview Press, 2015

### Ouvrages collectifs
- Jean-François Sirinelli (dir.), La France qui vient : regards américains sur les mutations hexagonales, Paris, CNRS éditions, 2014
- French civilization and its discontents : Nationalism, Colonialism, Race, avec Georges Van Den Abbeele, Lexington Books, 2003
- Black France-France noire: the History and Politics of Blackness, avec Trica Danielle Keaton & T. Denean Sharpley-Whiting, Durham/London, Duke University Press, 2012
- The Color of liberty : Histories of Race in France, avec Sue Peabody, Durham, Duke University Press, 2003